# William Orpen
Sir William Newenham Montague Orpen (Stillorgan, 27 de novembre de 1878 - Londres, 29 de setembre de 1931) va ser un pintor irlandès de retrats.

## Biografia
Va néixer a Stillorgan en el Comtat de Dublín, va fer estudis a la Metropolitan Schooly en la Slade School de Londres. El 1901 es va casar amb Grace Newstub amb la que va tenir tres filles, però al no ser feliç en el seu matrimoni les va abandonar i se'n va anar a viure amb Madame Saint-George que va ser model seva.
Durant la primera guerra mundial va ser nomenat pintor oficial al costat de John Lavery, el 1917 va treballar en el front occidental fent dibuixos i pintures de soldats i presoners de guerra alemanys, així com els retrats oficials dels generals i els polítics. La majoria d'aquestes obres es troben a les col·leccions del Museu imperial de la guerra a Londres.
Encara que el seu estudi es trobava a Londres va participar en els ambients pictòrics irlandesos estant amic d'Hugh Lane i estant influït per pintors irlandesos com Sean Keating.
Va participar en el Renaixement cèltic i va realitzar diversos escrits: 
- The Outline of Art.
- An Onlooker in France (1917-1919). Williams & Norgate, Londres 1924.
- Stories of Old Ireland and Myself. Williams & Norgate, Londres 1924.

Va morir amb 53 anys a Londres i va ser enterrat al cementiri de Putney Vale. Una placa de pedra el recorda al parc de l'Illa de la pau irlandesa a la ciutat de Mesen en Bèlgica.

## Distincions i honors
- Membre de la Royal Academy of Arts,24 d'abril de 1919[1]
- Chevalier commandeur de l'Orde de l'Imperi Britànic (KBE) el 1918[2]

## Galeria d'algunes de les seves obres

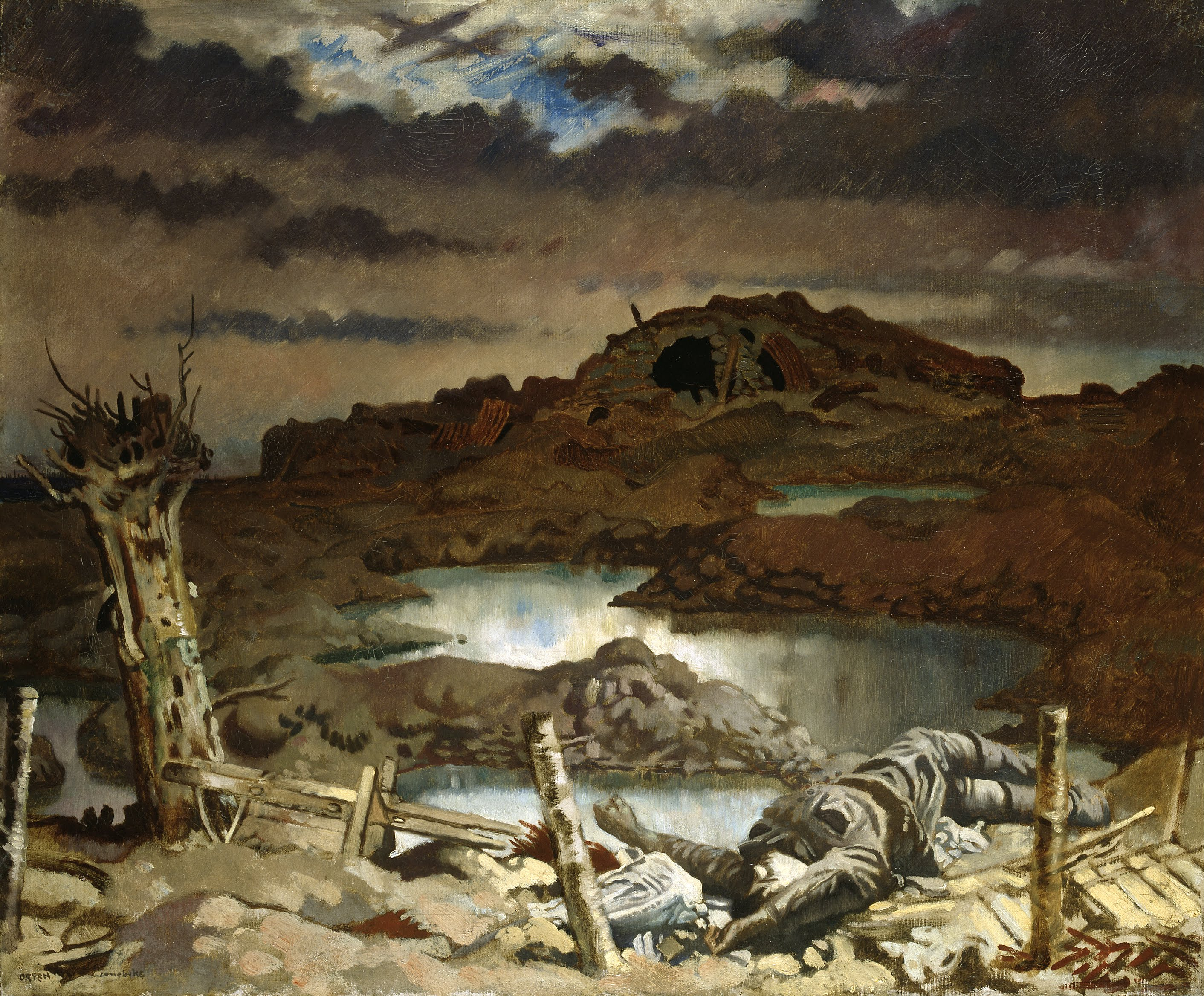
Zonnebeke, 1918, Tate Gallery.
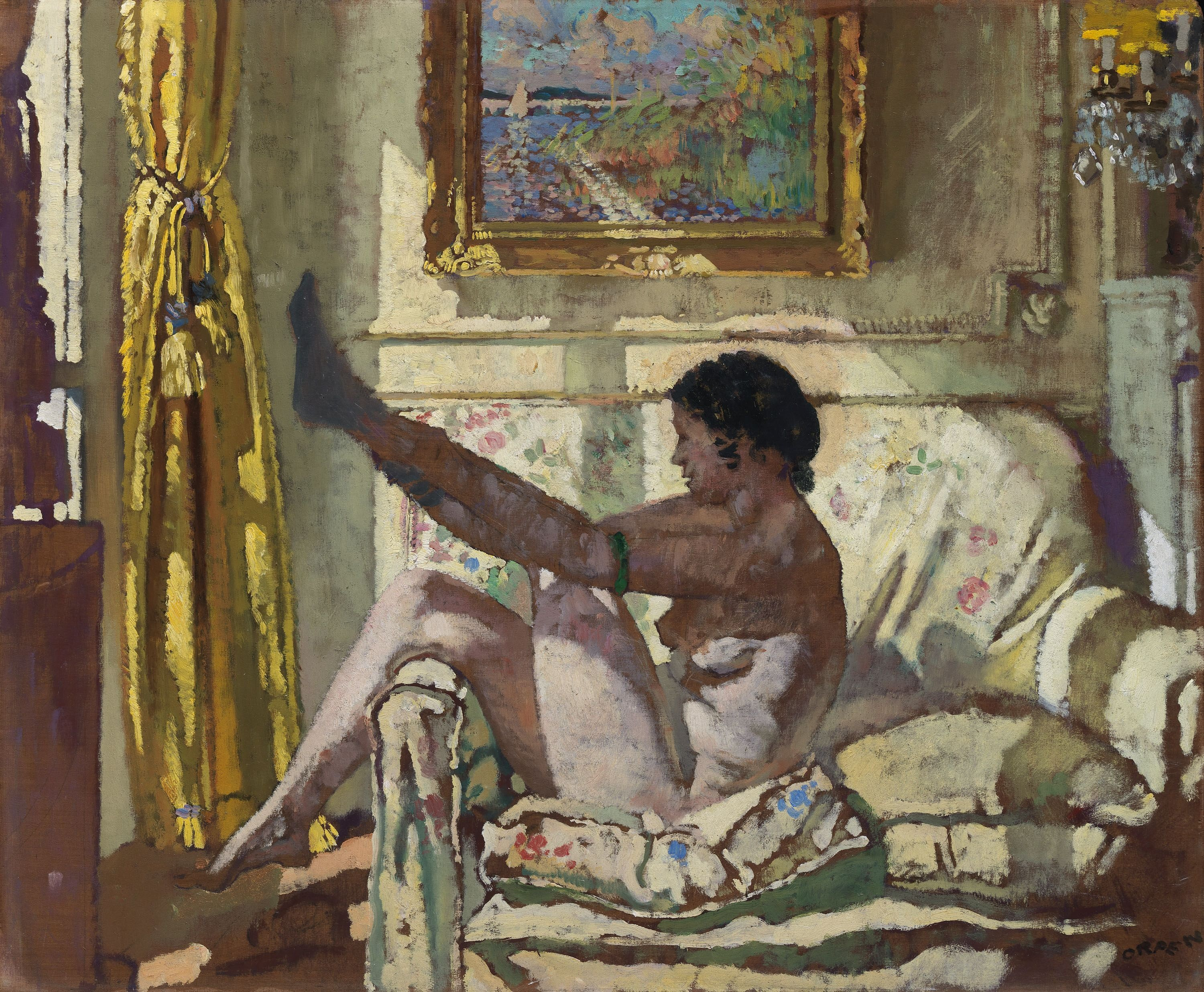
Llum de sol, National Gallery of Ireland.
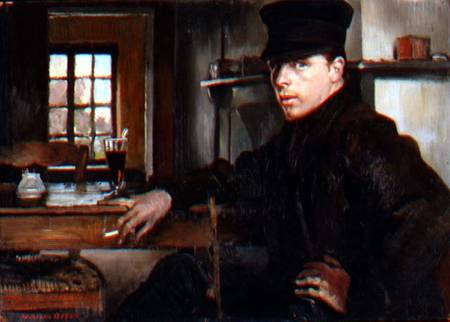
Un curaçao, 1900, Art Gallery de Johannesburgo.
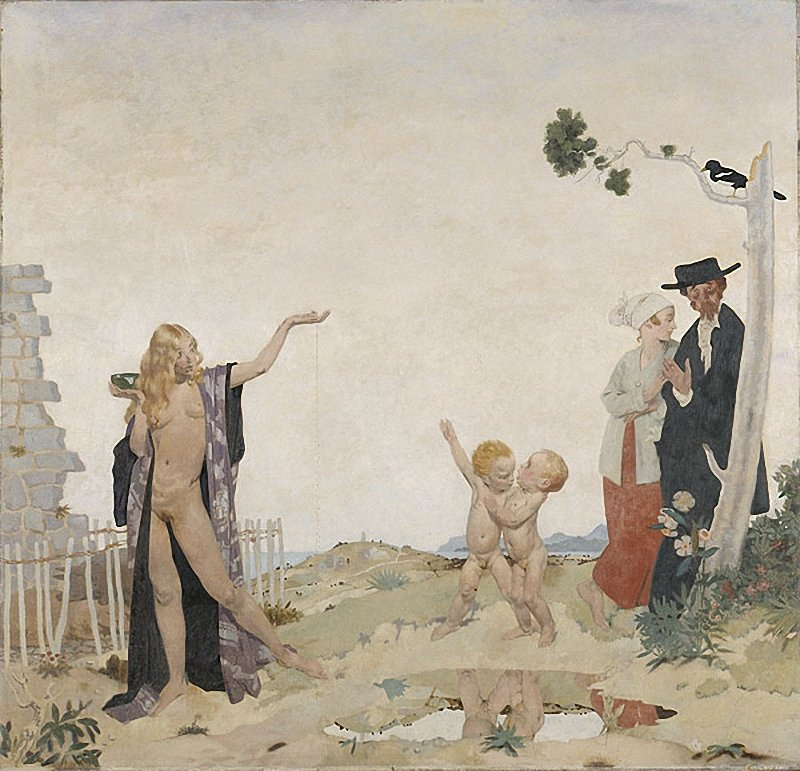
Sembrant noves llavors , 1913, Centre d'arts de Mildura.

Entre els seus autoretrats es troben:

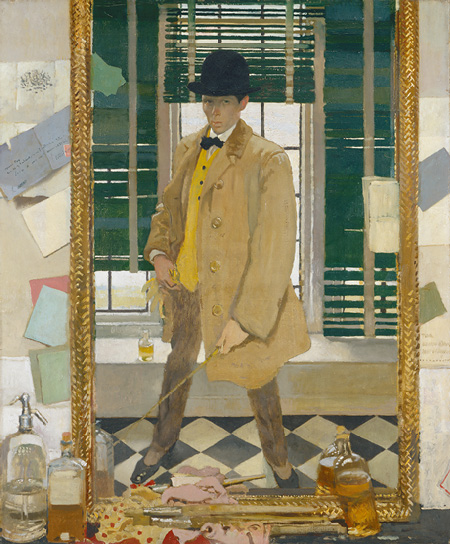
Autorerat, 1910, Metropolitan Museum of Art.
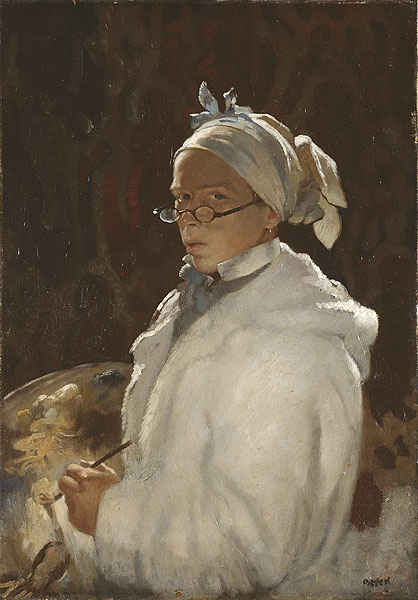
Autorerat amb ulleres.
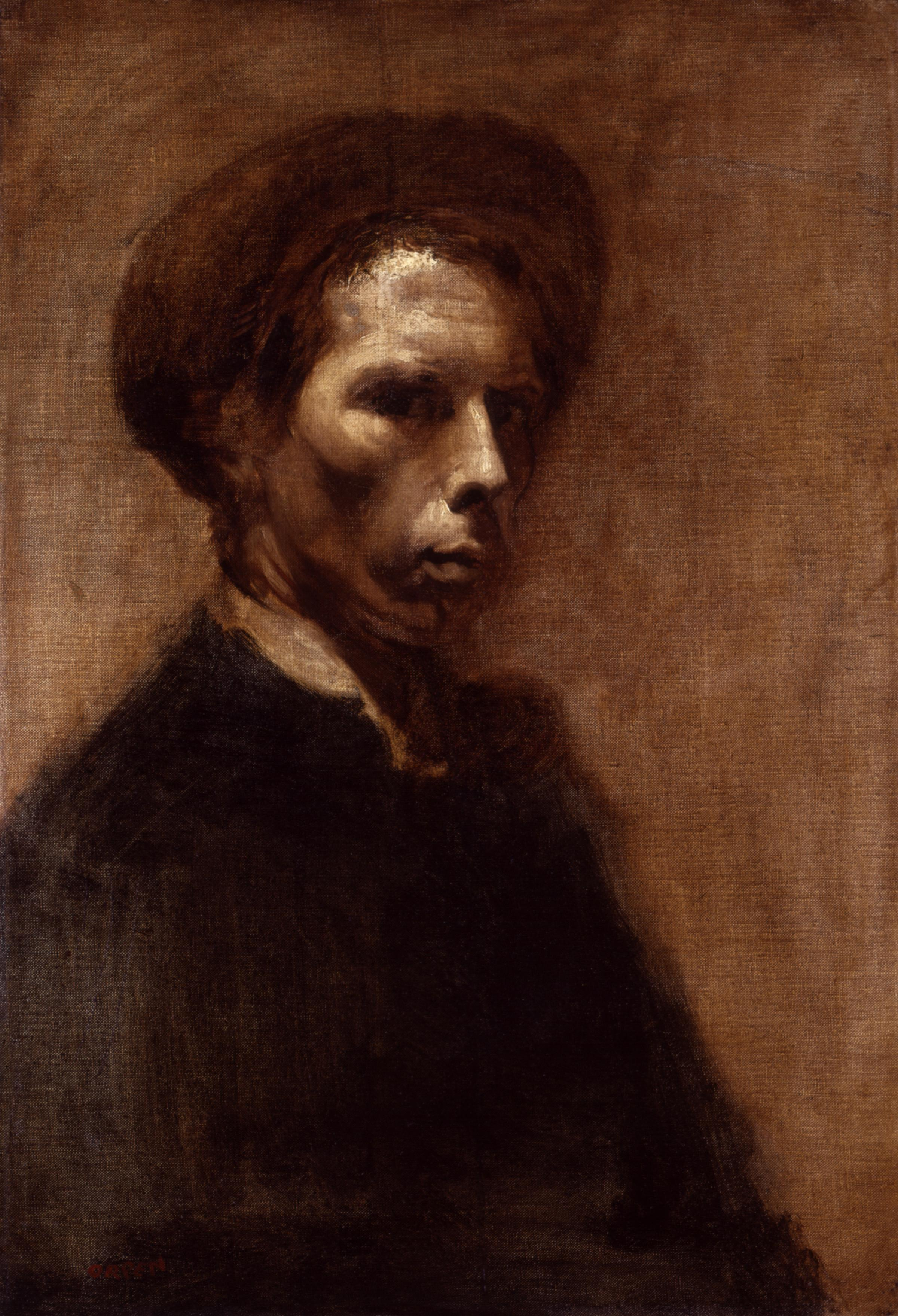
Autorerat, National Portrait Gallery.
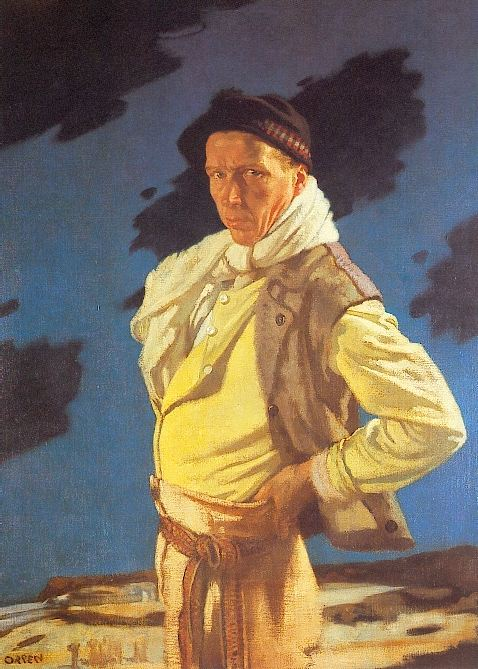
L'home d'Arán, 1909.